# 스테퍼니 셰이
스테퍼니 루판 셰이(영어: Stephanie Ru-Phan Sheh, 1977년 4월 10일 ~ )는 미국의 성우이다. 여러 일본 애니메이션 캐릭터를 담당했으며 주인공 배역으로는 《교향시편 유레카 세븐》의 에우레카 역, 《케이온!》의 유이 역, 미국 애니메이션 《세일러 문》의 우사기 역이 있다. 《스즈미야 하루히의 우울》에서는 아사히나 미쿠루 역을 맡았다.

## 성우 출연작 목록

### 일본 애니메이션
- 교향시편 유레카 세븐 - 에우레카
- 나루토 - 휴가 히나타
- 동쪽의 에덴 - 가쓰하라 미쿠루
- 듀라라라!! - 카미치카 리오
- 디지몬 세이버즈 - 시라카와 메구미
- 러키☆스타 - 코가미 아키라
- 액셀 월드 - 구라시마 지유리
- 마기 - 셰헤라자데
- 무장연금 - 부스지마 하나카
- 바쿠만 - 아즈키 미호
- 블리치 - 이노우에 오리히메
- 세일러 문 - 쓰키노 우사기 / 세일러 문
- 스즈미야 하루히의 우울 - 아사히나 미쿠루
  - 나가토 유키짱의 소실 - 아사히나 미쿠루
- 스트라이크 위치스 - 게르트루트 바르크호른
- 창궁의 파프너 - 도미 마야
- 천원돌파 그렌라간 - 키논 바치카
- 카오스;헤드 - 기시모토 아야세
- 케이온! - 히라사와 유이
- 코드 기어스 반역의 를르슈 - 스메라기 가구야, 아냐 알스트레임
- 킬라킬 - 하리메 누이

### 비디오 게임
- 바이오하자드: 엄브렐러 크로니클즈 - 리베카 체임버스